# Samuel Ruiz
Samuel Ruiz García  (Irapuato, Guanajuato, 3 de novembro de 1924 - Cidade do México, 24 de janeiro de 2011) foi um religioso mexicano, prelado da Igreja Católica Romana, que serviu como bispo da Diocese de San Cristóbal de Las Casas, Chiapas, de 1959 até 2000. Destacou-se como defensor dos diereitos dos povos indígenas do México e da América Latina.

## Infância e formação
Seu pai, Maclovio Ruiz, era um católico fervoroso que foi militante da União Nacional Sinarquista. Poucos anos após o nascimento de Samuel, ocorreu um violento confronto entre o governo central e movimentos católicos, que foi particularmente intenso na região onde residia a família de Samuel.
Nesse contexto, Samuel não foi educado em escolas seculares, e foi alfabetizado em casa.
Viveu sua infância em Irapuato e aos 13 anos ingressou no Seminário Diocesano de León. Em 1947, foi enviado à Universidade Gregoriana, em Roma, onde estudou teologia e ordenou-se sacerdote em 1949. Ainda em Roma, continuou os estudos, especializando-se em Sagrada Escritura em 1951 e concluindo seu doutorado em 1952. Regressou a León e, pouco depois, em 1954, foi designado reitor do seminário, com apenas 30 anos.

## Como Bispo em Chiapas

### Primeiros anos do episcopado
Em 14 de novembro de 1959, foi designado, pelo Papa João XXIII, como bispo de San Cristóbal de las Casas, no estado de Chiapas, local com extrema pobreza e de população majoritariamente indígena. Tomou posse no dia 25 de janeiro de 1960. No dia 3 de novembro de 1999, dia em que completou 75 anos, assinou sua renúncia à diocese, que foi aceita no dia 30 de março de 2000, a partir desse dia, até o dia 1º de maio de 2000, exerceu o cargo de administrador diocesano, quando seu sucessor tomou posse da diocese. Seu lema episcopal foi: "Edificar e Plantar".
Ao assumir a Diocese de San Cristóbal de las Casas, as atitudes de Samuel Ruiz refletiam a formação familiar e teológica que recebera até então, costumava utilizar pelas ruas de San Cristóbal suas imponentes vestimentas de bispo, em sinal de protesto contra as limitações legais impostas à Igreja. Era marcadamente anticomunista e ostentador de toda pompa que um elevado cargo eclesiástico podia garantir, entendia a Igreja Católica como uma instância superior, acima da sociedade.
Em Chiapas havia uma elite composta principalmente por criadores de gado, comerciantes, profissionais liberais e políticos. O outro lado dessa sociedade era composta por comunidades indígenas que viviam em condições precárias e de abandono por parte do Estado. A diocese contava com apenas 13 padres.
Naquele contexto, Samuel elaborou um plano pastoral com três metas: ensinar espanhol aos indígenas; "calçar-lhes sapatos" e melhorar sua alimentação. Tratava-se de um plano com características assistencialistas e paternalista, típico da Igreja Católica da época. Naquela época, Samuel não considerava a possibilidade de evangelizar em línguas indígenas. Posteriormente as convicções conservadoras do jovem bispo seriam abaladas.
Naquela época, em muitos municípios de Chiapas não havia mercados públicos e a toda a atividade econômica se concentrava nas fazendas que eram centros autônomos de abastecimento para seus moradores e para os vilarejos (parajes) próximos. Nesse contexto, os indígenas que vendiam a sua força de trabalho para a fazenda tornavam-se totalmente dependentes do proprietário da fazenda que, em suas terras, não se subordinava a nenhuma autoridade municipal, estadual ou federal.
Para poder continuar a viver na fazenda e ter um pedaço de terra onde sua família podia plantar e criar animais, os indígenas eram obrigados a submeter-se a uma série de obrigações em benefício do dono das terras, podendo ser expulsos por qualquer tipo de desobediência e recebendo um salário abaixo do mínimo estabelecido por lei. Os indígenas submetidos a este tipo de relação semi-servil eram conhecidos como peones acasillados.
Para que suas propriedades não fossem afetadas pelas leis de reforma agrária e evitar a formação de ejidos, os fazendeiros distribuíram terras afastadas das fazendas para alguns peones, eram as rancherías. Maior parte das rancherías eram minifúndios com terras de pouca fertilidade, nesse contexto, a maioria dos rancheiros, continuou a trabalhar também nas terras dos fazendeiros, em troca de baixos salários. Essa situação levou muitos indígenas a migrar para a região da Selva Lacandona em busca de terras.
No entanto, a situação daqueles que migraram para a Selva Lacandona continuou a ser precária, pois as terras eram pouco produtivas e faltavam serviços mínimos de saúde, educação, transporte e comércio. Além disso, os colonos eram constantemente extorquidos por agentes florestais que os multavam pelos desmatamentos e explorados por atravessadores (acaparadores) que compravam os produtos agrícolas por preços irrisórios.
No início da década de 1960, o Instituto Nacional Indigenista (INI), liderado por Fernando Benítez, era a única instituição que se esforça para quebrar a estrutura feudal de Chiapas e não tinha boas relações com o clero católico em Chiapas, que era muito ligado às classes dominantes e fortemente anticomunista.

### Concílio Vaticano II
Samuel foi um dos bispos mexicanos que assistiram às sessões do Concílio Vaticano II. As questões debatidas no Concílio foram mudando gradualmente o seu entendimento sobre sua atuação enquanto bispo.
Após 1962, o bispo de Chiapas abandonou as vestimentas esplendorosas que costumava utilizar e, em 1965, quando houve a criação uma terceira diocese no estado de Chiapas, optou pela permanência em San Cristóbal de las Casas, cuja localização tornava mais fácil o acesso aos fiéis indígenas em comparação com a nova diocese que abrangia uma região mais rica.
As transformações mais efetivas decorreram do documento Regimini Episcoporum, votado ainda na primeira sessão do Concílio, em 1962, que propunha a descentralização da Igreja.
Juntamente com os bispos Alfonso Sánches Tinoco, da Diocese de Papantla no Estado de Veracruz, e Adalberto Almeida, da Diocese de Zacatecas, capital do Estado de Zacatecas, Samuel Ruiz criou uma pastoral social. A partir de 1964, esta pastoral deu origem a União de Ajuda Mútua (Unión de Mutua Ayuda - UMAE), que, em 1967, chegou a incorporar vinte e cinco dioceses e uma grande equipe de assessores em diversos ramos das ciências sociais.
Nesse contexto, Samuel, aos poucos, foi compreendendo melhor as ciências sociais, que permitiram obter um melhor entendimento da realidade em Chiapas e da cultura indígena.
Samuel, com a ajuda de maristas, procurou melhorar a formação dos catequistas indígenas, no intuito de melhorar as suas condições de vida. Nessa época, acreditava que os indígenas deveriam ser "mexicanizados", ou seja, integrados à sociedade capitalista mexicana, que vivia um processo de industrialização, abandonando, paulatinamente, sua cultura nativa.

### Conferência de Medellín
Em 1966, logo após o Concílio Vaticano II (1962-1965), foi convocada a Segunda Conferência Geral do Episcopado Latino-Americano, que seria realizada em 1968, em Medellín (Colômbia). Entre 1966 e 1968 foram realizadas diversas reuniões preparatórias. A partir dessas reuniões, líderes da Igreja Católica na América Latina começaram a adotar a teoria da dependência.
Segundo a teoria da dependência, a situação de pobreza vivenciada na América Latina era fruto da exploração gerada por sua dependência estrutural em relação aos países desenvolvidos. Alguns adeptos dessa teoria afirmavam que essa dependência somente poderia ser superada com uma transformação estrutural que acabasse com o sistema econômico capitalista. Apesar de ser uma teoria com características marxistas, isto não significa que todos os seus adeptos aceitaram outros aspectos e conceitos fundamentais do marxismo, como a luta de classes ou a necessidade de uma revolução socialista. Outro aspecto é que essa teoria desprezava as questões étnico-culturais.
Samuel participou da reunião preparatória da Conferência de Medellín, realizado em Melgar, em abril de 1968.
Essa reunião afirmou a importância da pluralidade cultural latino-americana e criticou os processos de integração que levavam à destruição de suas culturas nativas, defendendo o direito dos indígenas ao desenvolvimento enriquecendo o patrimônio cultural da nação e a enriquecendo-se com ele. As conclusões alcançadas em Melgar orientaram para uma valorização da história cultural (línguas, costumes, instituições, valores e aspirações) de cada povo e da diversidade cultural na Igreja Católica, que deveria se manifestar e se expressar na fé e na linguagem cultural das Iglesias locais.
Além, neste encontro, concluiu-se que a promoção humana por parte da Igreja deveria ajudar as comunidades indígenas a assumir sua própria responsabilidade, evitando todo paternalismo, respeitando as diversas culturas e ajudando as comunidades a evoluir de acordo com suas características próprias, abertas ao intercâmbio com outros grupos culturais. Outro objetivo era evitar a sua desintegração com o impacto da civilização técnica e da secularização.
Esse encontro alterou profundamente o modo pensar de Samuel que deu início a um processo de transformação da atuação da diocese de San Cristóbal de las Casas. A nova perspectiva passou a levar em conta a premissa de que uma vez que Deus quer a salvação de todos os homens, então Ele, de algum modo, estaria presente em todo e qualquer grupo humano, portanto, ao invés de simplesmente anunciar Cristo aos indígenas, o papel do evangelizador deveria ser o de descobrir Deus encarnado na história e na cultura daquelas comunidades. Tratava-se de buscar uma catequese que respeitasse a língua e o modo de viver das comunidades indígenas.
Em 1968, Samuel discursou na Conferência de Medellín, onde sustentou que a "situação de miséria encontrada nas comunidades indígenas não era produto de algo individual, mas sim um assunto estrutural, sistêmico e, sendo assim, qualquer tipo de assistência social paternalista e tentativa de integração à sociedade nacional mestiça e ‘moderna’ não seriam capazes de resolver – e até mesmo poderiam agravar – as precárias condições de vida nas quais se encontravam os indígenas", e defendeu a participação da Igreja em ações sociopolíticas, além da conscientização dos indígenas de sua história de opressão.
Após a Conferência de Medellín, diversas ações do bispo relacionadas às questões étnico-teológicas o tornaram o principal e expoente hierárquico da busca pela "encarnação" do catolicismo em culturas nativas, no intuito de formação de Igrejas autóctones o que deu origem à chamada "Teologia Indígena". 
Em 1990, durante a visita do Papa João Paulo II ao México, proprietários de terras de Chiapas publicaram uma carta aberta, acusando Samuel Ruiz de ser comunista e de fomentar o ódio de classe.

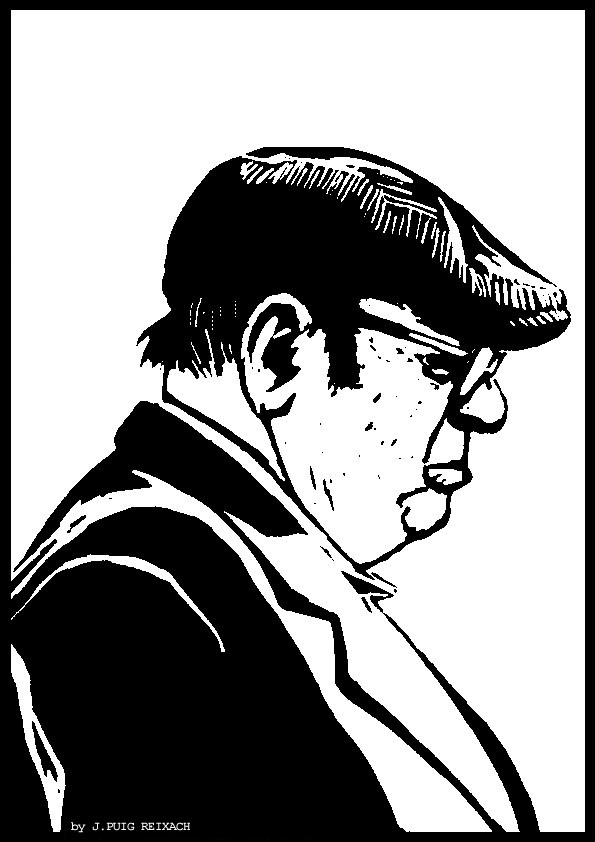
Samuel Ruiz García em ilustração gráfica

### Levante zapatista
Como bispo da diocese de Chiapas, Samuel Ruiz ganhou fama mundial em 1994, por ocasião do levante do Exército Zapatista de Libertação Nacional. D. Samuel participou como mediador no conflito de Chiapas, que envolveu o indigenista Exército Zapatista  e o governo federal mexicano. Sua intervenção impediu um massacre que poderia levar a um genocídio.  O governo do então presidente Ernesto Zedillo (1994-2000) o acusou de pregar "uma ideologia de violência", por seu trabalho nas comunidades onde surgiu a guerrilha liderada pelo Subcomandante Marcos e por seu apoio a reivindicações sociais.  Samuel Ruiz foi participante e protagonista da Teologia da Libertação e da opção preferencial pelos pobres - tendência criticada por setores conservadores do Vaticano - orientação que impôs à sua diocese desde 1975, em uma época dominada por golpes de Estado e por ditaduras militares na América Latina.
Em abril de 2008, juntamente com outros intelectuais mexicanos, foi escolhido pelo Exército Popular Revolucionário, de Guerrero, para atuar como mediador ante o governo do presidente Felipe Calderón.

## Prêmios e distinções
Em 2000, foi agraciado com o Prêmio Internacional Simón Bolívar, da Unesco, por seu empenho como mediador e por sua contribuição à paz e à dignidade das minorias. Em 2001 recebeu o Prêmio Internacional de Direitos Humanos de Nuremberg, pela defesa dos povos indígenas de Chiapas, durante mais de duas décadas.
Em 2002, recebeu o Prêmio da Paz Niwano por ajudar a "melhorar a situação social das comunidades indígenas do México" e por seu trabalho no sentido da "recuperação e preservação de suas culturas nativas".
Recebeu o título de doctor honoris causa da Universidade Iberoamericana (México), da  Universidade Autônoma de Barcelona e da Universidade Autônoma de Sinaloa.
Em 15 de fevereiro de 2016, o Papa Francisco, durante uma visita ao México, orou perante o seu túmulo.